# Neopatetris
Neopatetris é um gênero de traça pertencente à família Agonoxenidae.